# Eisenbahnunfall von Benson
Bei dem Eisenbahnunfall von Benson stießen am 20. Dezember 1919 ein in östlicher Richtung fahrender Güterzug und ein in der entgegengesetzten Richtung verkehrender Personenzug bei Benson, Maine, USA, frontal zusammen. 23 Menschen starben.

## Ausgangslage
Der Personenzug Nr. 39 verkehrte in vier in einigem Abstand hintereinander fahrenden Zugteilen auf der eingleisigen Strecke der Canadian Pacific Railway, die hier über Gebiet der USA verläuft. Der Güterzug hatte erhebliche Verspätung und in den letzten 12 Stunden nur 145 km zurückgelegt. Das Lokpersonal wollte unbedingt noch den etwa 40 km vor ihm liegenden Bahnhof Brownville Junction erreichen, bevor es nach 16-stündigem Dienst nicht hätte weiterfahren dürfen. Im Bahnhof Morkill wurde der Güterzug angehalten, damit der dritte Teil des Personenzugs Nr. 39 kreuzen konnte. Zugleich erhielt das Personal des Güterzuges hier die schriftliche Anordnung über die Kreuzung mit dem vierten Teil des Zuges Nr. 39, die ebenfalls in Morkill stattfinden sollte.

## Unfallhergang
Das Personal des Güterzuges missverstand die Anordnung und bezog sie auf den dritten Teil des Personenzuges. In der Annahme, die Sache sei nach der Durchfahrt des dritten Teils des Personenzuges ordnungsgemäß erledigt, fuhr der Güterzug in die Strecke ein, auf der sich aus der Gegenrichtung der vierte Teil des Zuges Nr. 39 näherte. Es folgte ein Frontalzusammenstoß zwischen den Orten Benson und Onawa.

## Folgen
23 Menschen starben, 35 wurden darüber hinaus verletzt.